# Facultad de Educación (Universidad de Antioquia)
La Facultad de Educación de la Universidad de Antioquia se encuentra ubicada en la ciudad de Medellín, Colombia. Es una unidad académica fundada en 1953, dedicada al estudio, la investigación, producción y aplicación de conocimiento pedagógico para el desarrollo de la educación, la enseñanza, el aprendizaje y la formación en la sociedad contemporánea. La Facultad se encuentra en la Ciudad Universitaria, en el bloque 9 se concentra la mayor parte de sus actividades.
La Facultad desarrollará programas de pregrado y posgrado en el campo pedagogía, con alta calidad académica, basados en la elaboración del conocimiento sobre la base de la educación, la enseñanza y el aprendizaje; con capacidad de producir efectos en la comprensión de los problemas regionales y nacionales, y de aportar soluciones a los mismos. Estas actividades las desarrollará mediante las actividades de investigación, docencia y extensión.

## Historia
Mediante el decreto N.º 342 del 19 de junio de 1953, el entonces Gobernador de Antioquia, Brigadier General Pioquinto Rengifo, creó la Facultad Ciencias de la Educación de la Universidad de Antioquia, en la actualidad Facultad de Educación, obedece a una serie de acontecimientos en el orden de lo social, lo político y lo educativo del país.

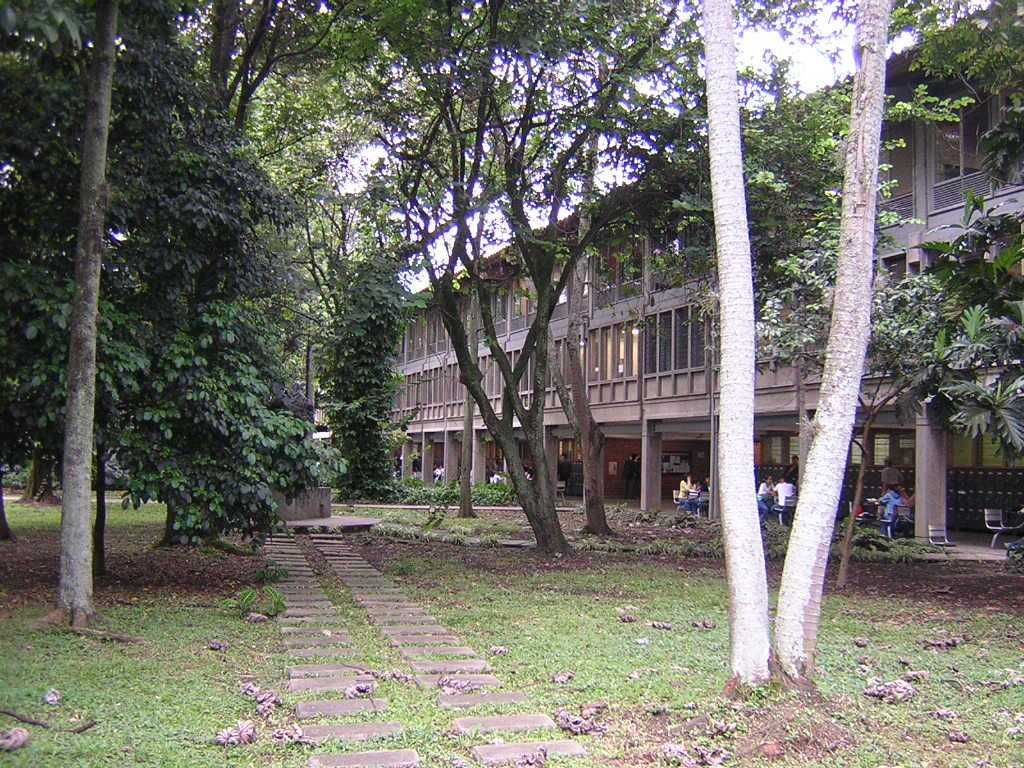
Bloque 9, sede de la Facultad.

El 2 de marzo de 1954, "los primeros 120 matriculados comenzaron actividades académicas, buscando ser los primeros formados en Licenciados en Ciencias de la Educación formados en el Departamento de Antioquia". 
Las programas iniciales que se brindaron fueron los de Biología y Química, Matemáticas y Física, y Sociales y Filosofía, cada uno de ellos con un total de 114 créditos. Un año más tarde, en 1955, se ofrece el programa de Idiomas y Literatura. 
En el transcurso histórico-académico la Facultad de Educación han corrido cuatro tipos de currículos: el generalista, el profesionalista, el sociologista y la pedagogía científica." 
En marzo de 2004 la Facultad cumplió 50 años de servicio a la comunidad. 
Hoy en día, la Facultad de Educación es la unidad académico-administrativa de la Universidad de Antioquia que desarrolla programas de formación profesional de educadores en pregrado y posgrado (especialización, maestría y doctorado), así como trabajos de investigación y de extensión. Cuenta hoy en día con cinco Departamentos: Pedagogía, Educación Avanzada, Educación Infantil, Enseñanza de las Ciencias y Artes y Extensión y Medios Didácticos, y un centro: Centro de Investigaciones Educativas y Pedagógicas -CIEP-.

## Gobierno
La Facultad está administrada por un decano, quien representa al rector en la Facultad y es designado por el Consejo Superior Universitario para períodos de tres años. Existe un Consejo decisorio en lo académico y asesor en los demás asuntos. Está integrado así: el Decano, quien preside, El Vicedecano, quien actúa como Secretario con voz y sin voto, el Jefe del Centro de Extensión, los tres jefes de Departamento, un egresado graduado designado por las asociaciones de egresados y que no esté vinculado laboralmente con la Universidad para un período de dos años, un profesor elegido por los profesores de la Facultad en votación universal, directa y secreta para un período de un año y un estudiante elegido por los estudiantes de la misma en votación universal, directa y secreta para un período de un año. El elegido puede cumplir los requisitos del representante estudiantil ante el Consejo Superior.

## Programas
Pregrado
- Licenciatura en Educación Básica con énfasis en Ciencias Naturales y Educación Ambiental
- Licenciatura en Educación Básica con énfasis en Ciencias Sociales
- Licenciatura en Educación Básica con énfasis en Humanidades, Lengua Castellana
- Licenciatura en Educación Especial
- Licenciatura en Educación básica con énfasis en Matemáticas
- Licenciatura en Matemáticas y Física
- Licenciatura en Pedagogía Infantil
- Pedagogía

Posgrado
- Maestría en Educación
- Especialización en Didáctica Universitaria
- Especialización en Docencia de las Matemáticas
- Especialización en Educación en Ciencias Experimentales
- Especialización en Evaluación de Instituciones y Programas Sociales
- Doctorado en Educación con énfasis en Ciencias Experimentales